# Ilot Marquoix
Ilot Marquoix ist eine kleine Insel der Republik der Seychellen im Atoll Aldabra. Sie liegt zusammen mit anderen Riffinseln im Norden der Lagune, zwischen Malabar und Grand Terre.

## Geographie
Die Insel liegt im Norden der Lagune, am Südsaum der großen Schwesterinsel Malabar und bereits im Einzugsbereich des East Channel (Passe Houareau, Passe meridionale). In der Nähe liegen die Inseln Ilot Salade und Ile aux Cendres, weiter im Zentrum der Lagune liegt Table Ronde.